# Flughafen São Luís

i7
i11
i13
Der Flughafen São Luís (portugiesisch Aeroporto Internacional de São Luís – Marechal Cunha Machado, deutsch Internationaler Flughafen São Luís – Marschall Cunha Machado, IATA-Code: SLZ, ICAO-Code: SBSL) ist ein internationaler Flughafen in Brasilien. Er liegt bei der Stadt São Luís.

## Geschichte
Benannt ist der Flughafen nach dem Luftmarschall und Politiker Hugo da Cunha Machado. Der Flugplatz wurde im Jahr 1942 mit einer ungefähr 1000 Meter langen Grasbahn 09/27 von den  Brasilianischen Streitkräften in Betrieb genommen. 1943 ergänzten die US-amerikanischen Streitkräfte, die den Flugplatz im Rahmen der U-Bootabwehr betrieben, die Anlagen um die längere und befestigte Landebahn 06/24. Nach dem Ende des Zweiten Weltkrieges wurde der Flugplatz 1946 dem Luftfahrtministerium übergeben. In den folgenden Jahrzehnten wandelte sich der Flugplatz in einen bedeutenden Zivilflughafen. 1974 übertrug das Luftfahrtministerium den Flughafen an den erst 1972 neugegründeten und bis jetzt staatseigenen Flughafenbetreiber Infraero. Infraero fungiert heute immer noch als Betreiber des Marechal Cunha Machado International Airport.

## Flughafenanlagen
Die heutigen Anlagen besitzen zwei Start- und Landebahnen und ein Terminal, das 1998 eingeweiht wurde und über drei Fluggastbrücken verfügt. 2004 erhielt der Flughafen den internationalen Status. Eine Anbindung besteht lediglich per Straße. Direkt vor dem Terminal liegt das zentrale Parkareal; eine schienengebundene Beförderung zum Flughafen gibt es nicht.

## Fluggesellschaften und Ziele
Heute wird der Flughafen durch die brasilianischen Fluggesellschaften Azul Linhas Aéreas, Gol Transportes Aéreos und LATAM Airlines Brasil mit zahlreichen Zielen innerhalb Brasiliens verbunden.

## Verkehrszahlen
| Jahr | Fluggastaufkommen | Fluggastaufkommen | Luftfracht (Tonnen) (mit Luftpost) | Luftfracht (Tonnen) (mit Luftpost) | Flugbewegungen | Flugbewegungen |
| ---- | ----------------- | ----------------- | ---------------------------------- | ---------------------------------- | -------------- | -------------- |
| 2018 | 1.598.004         | 0–0,24 %          | 6.503                              | 0–5,15 %                           | 18.733         | 0–4,88 %       |
| 2017 | 1.601.836         | 0+5,33 %          | 6.857                              | 0+6,13 %                           | 19.695         | 0+4,32 %       |
| 2016 | 1.520.847         | −10,59 %          | 6.460                              | −19,95 %                           | 18.880         | −19,56 %       |
| 2015 | 1.701.015         | 0–7,24 %          | 8.070                              | −19,78 %                           | 23.470         | 0–9,10 %       |
| 2014 | 1.833.799         | 0+0,99 %          | 10.060                             | 0–1,65 %                           | 25.821         | 0–7,70 %       |
| 2013 | 1.815.909         | 0–8,80 %          | 10.229                             | 0–0,03 %                           | 27.975         | 0–7,85 %       |
| 2012 | 1.991.099         | 0+8,01 %          | 10.232                             | 0–8,87 %                           | 30.358         | 0+8,72 %       |
| 2011 | 1.843.384         | +33,66 %          | 11.228                             | +17,13 %                           | 27.924         | +18,11 %       |
| 2010 | 1.379.146         | +40,05 %          | 9.586                              | +30,78 %                           | 23.643         | +22,60 %       |
| 2009 | 984.756           | +13,09 %          | 7.330                              | 0–4,72 %                           | 19.284         | 0–0,13 %       |
| 2008 | 870.784           | 0–3,28 %          | 7.693                              | +10,33 %                           | 19.310         | 0–3,42 %       |
| 2007 | 900.357           | +21,52 %          | 6.973                              | +15,78 %                           | 19.994         | 0–5,69 %       |
| 2006 | 740.916           | 740.916           | 6.023                              | 6.023                              | 21.201         | 21.201         |

1. ↑  Ab 2010 wird auch Transitfracht berücksichtigt.